# ديفيد شيبرد (سياسي أمريكي)
ديفيد شيبرد هو سياسي أمريكي، ولد في 23 أكتوبر 1744 في ويستفيلد في الولايات المتحدة، وتوفي في 12 ديسمبر 1818 في Amsterdam (town), New York ‏ في الولايات المتحدة. انتخب عضو مجلس نواب ماساتشوستس ‏.